# جون د. سميث
جون د. سميث (بالإنجليزية: John D. Smith)‏ هو لغوي بريطاني، ولد في 26 أغسطس 1946.

## وصلات خارجية
- الموقع الرسمي